# Lepanthes jesupii
Lepanthes jesupii är en orkidéart som beskrevs av Carlyle August Luer. Lepanthes jesupii ingår i släktet Lepanthes och familjen orkidéer. Inga underarter finns listade i Catalogue of Life.